# The Last Song (песня X Japan)
«The Last Song» — песня японской метал-группы X Japan, выпущенная как сингл 18 марта 1998 года, после распада коллектива в конце 1997 года.

## О песне
Сингл вышел на расширенном компакт-диске, который также включает объявление группы о распаде, полную дискографию и видео исполнения «The Last Song», снятое во время последнего концерта 31 декабря 1997 года в «Токио Доум». На обложке изображены сооснователи X Japan Ёсики и Тоси, обнимающие друг друга во время последнего концерта, который был выпущен как концертный альбом (The Last Live) и видеоальбом (The Last Live Video), однако из второго релиза было вырезано исполнение песни. Позже оно вошло в переиздание видеоальбома 2011 года The Last Live Complete Edition.
«The Last Song» была последней песней X Japan до 2008 года, когда для фильма «Пила 4» группа выпустила песню «I.V.». Кроме того, она является последней работой группы, созданной при участии гитариста Хидэ.
Концерт 31 декабря 1997 года стал первым и последним случаем, когда песня была исполнена данным составом группы. Тем не менее именно её исполнили в первую очередь после воссоединения на концерте 28 марта 2008 года также в «Токио Доум».
Песня достигла 8-го места в чарте Oricon и пребывала в нём 9 недель.

## Участники записи
- Тоси — вокал
- Хидэ — гитара
- Пата — гитара
- Хит — бас-гитара
- Ёсики — барабаны, пианино